# Édouard de La Croix
Pour les articles homonymes, voir La Croix (homonymie).
Édouard de La Croix (désigné souvent comme le sieur de La Croix) est un diplomate et orientaliste français, né probablement vers 1640 et mort à Paris en 1704. Il séjourna dans l'Empire ottoman comme secrétaire d'ambassade entre 1670 et 1686.

## Carrière
En 1670, il accompagna le marquis de Nointel comme secrétaire quand celui-ci rejoignit son poste d'ambassadeur de France à Constantinople ; ils arrivèrent à la fin d'octobre dans la capitale ottomane. Entre janvier et avril 1671, ils se rendirent à Andrinople où résidaient le sultan Mehmed IV et le grand vizir Fazıl Ahmet Köprülü. Le 5 juin 1673, après une longue négociation, l'ambassadeur Nointel obtint le renouvellement des capitulations entre l'Empire ottoman et le royaume de France ; le sieur de La Croix fut chargé d'aller remettre à Louis XIV le texte original des accords (septembre 1673 - été 1674). Au cours de ce séjour à la cour de France, le ministre Colbert le chargea, à son retour en Orient, de lui rechercher des manuscrits pour sa bibliothèque.
En décembre 1674, après plusieurs mois où il effectua les recherches ordonnées par Colbert, La Croix rejoignit le marquis de Nointel à Chio. De là ils se rendirent à Smyrne, puis en février 1675 l'ambassadeur dépêcha son secrétaire à Andrinople, pour y mener des négociations avec le grand vizir, ainsi qu'avec le kahiya Kara Mustafa, sur trois questions intéressant la France : la paix entre le royaume de Pologne et l'Empire ottoman, la restitution des Lieux saints occupés par les Grecs, et la protection du commerce français dans l'Empire. En mars et avril 1675, La Croix se rendit à Yavoriv (Jaworów en polonais), résidence du roi Jean Sobieski, pour travailler à la paix entre les deux États. Il était de retour à Constantinople le 16 mai, assistant ce jour-là aux fêtes données à l'occasion de la circoncision du fils du sultan et du mariage de sa fille.
Pendant l'année 1676, sur les instructions de l'ambassadeur Nointel, La Croix s'activa encore plusieurs mois sur la question du conflit turco-polonais, d'abord à Andrinople (février-avril 1676), puis reprenant la route du nord, rejoignant le haut commandement de l'armée turque à Iași, et participant aux négociations qui aboutirent au traité de Jouravno (16 octobre 1676). À son retour à Andrinople en novembre, il apprit que le grand vizir Fazıl Ahmet Köprülü était mort et avait été remplacé par Kara Mustafa.
En janvier 1677, La Croix quitta Constantinople pour aller informer Louis XIV et ses ministres des derniers développements. En passant par Smyrne, sur les instructions de l'ambassadeur Nointel, il réclama à la Nation française de cette Échelle le versement d'une somme de mille cinq cents écus qui lui serait remboursée quand l'ambassadeur toucherait de la cour les appointements qui lui étaient dus. Cette taxation provoqua une plainte des négociants français auprès du roi et fut l'une des causes de la disgrâce de Nointel. La Croix atteignit la France en mai 1677 et y resta jusqu'en décembre. Il ne fut ensuite de retour à Constantinople que le 2 avril 1678, après des escales à Tunis, Messine et Smyrne. C'est pendant cette absence de plus d'une année de La Croix qu'éclata la « querelle du sofa » qui précipita le rappel de Nointel : l'ambassadeur crut bon de céder aux exigences du nouveau grand vizir Kara Mustafa et accepta de « s'asseoir au bas du sofa », sur un tabouret au pied de l'estrade où se trouvait le vizir ; en janvier 1678, le Mercure de France annonça son remplacement par Gabriel de Guilleragues.
En janvier 1680, le nouvel ambassadeur étant installé, La Croix quitta Constantinople en compagnie de Nointel pour regagner la France. Il ne repartit pour l'Orient qu'en septembre 1684. En mars 1685, le comte de Guilleragues mourut dans l'exercice de ses fonctions ; dans les mois suivants, la direction de l'ambassade fut assurée par sa veuve Anne-Marie de Pontac de Guilleragues, assistée par le sieur de La Croix. En octobre 1685, celui-ci se réfugia à Smyrne : victime d'une dénonciation, il faillit être arrêté comme espion et dut brûler en urgence tous ses papiers. Il revint en France, définitivement, en janvier 1686. En avril 1686, le nouvel ambassadeur, Pierre de Girardin, écrivit au roi que la publication du sieur de La Croix sur ses missions dans l'Empire ottoman lui paraissait très indiscrète, qu'elle compliquait la tâche de la diplomatie française, et qu'il ne comprenait pas qu'on ait pu l'autoriser.
Après son retour en France, La Croix se consacra à écrire de nombreux textes sur l'Orient.

## Homonymie
Édouard de La Croix a souvent été confondu avec François Pétis de La Croix (1653 - 1713), fameux orientaliste, qui voyagea aussi au Proche-Orient à partir de 1670 et fit également de nombreuses publications. Les deux hommes se connaissaient très bien (le premier était un ami du père du second), et tous deux furent chargés de missions par Colbert. Pétis de La Croix séjourna à Constantinople (et fut lié à l'ambassade, sans y avoir de fonction officielle) de décembre 1676 à décembre 1680. Les ouvrages des deux ont été confondus par beaucoup d'érudits. D'ailleurs, selon la Biographie de Michaud, Édouard de La Croix publia indûment sous son nom une traduction du turc qui était de Pétis de La Croix. Une mise au point détaillée a été faite par Paul Sebag en 1978.

## Œuvre littéraire

### Publications contemporaines
- Mémoires contenans diverses relations très-curieuses de l'Empire othoman, du sieur de La Croix, « cy-devant secrétaire de l'ambassade de Constantinople », avec une épître dédicatoire au roi de France, Paris, Cl. Barbin, 1684, 2 vol. in-8 (ouvrage composé de douze lettres s'échelonnant du 20 décembre 1670 au 1er mai 1679, sept dans le premier volume, cinq dans le second ; la dernière lettre du second volume est consacrée à Sabbataï Tsevi).
- Guerres des Turcs avec la Pologne, la Moscovie et la Hongrie, Paris, M. Guéroult, 1689, un vol. in-12.
- État présent des Nations et Églises grecque, arménienne et maronite en Turquie, Paris, P. Hérissant, 1695, un vol. in-12.
- La Turquie chrétienne, sous la puissante protection de Louis le Grand, protecteur unique du christianisme en Orient, contenant l'état présent des Nations et Églises grecque, arménienne et maronite, Paris, P. Hérissant, 1695, un vol. in-12 (édition très augmentée de l'ouvrage précédent ; on y lit l'histoire d'un jeune Thessalien nommé Nicolas, martyrisé à Constantinople en 1672, et le projet du comte de Guilleragues pour l'établissement à Galata d'un collège destiné à l'instruction des chrétiens orientaux).
- État général de l'Empire othoman depuis sa fondation jusques à présent, par un solitaire turc, Paris, P. Hérissant, 1695, 3 gros volumes in-12 (On peut lire notamment dans cet ouvrage : un Journal des campagnes de l'armée navale othomane pendant le siège de Candie par Paul Homero, interprète ordinaire du capoudan-pacha (t. II, p. 193-284) ; un Abrégé des vies et des principales actions des Empereurs othomans par Hussein Effendi Hezarfen, historien turc (t. II, p. 285-470 et t. III, p. 1-5999) ; des Instructions très-utiles aux voyageurs de l'Empire othoman et des Lieux saints de Jérusalem, contenant la conduite du voyage, les routes et les principales curiosités).

### Ouvrages manuscrits
- Mémoires contenans l'état présent de l'Église grecque et les révolutions du royaume de Thunis depuis la conqueste de l'Empereur Charles-Quint jusques à présent (à la BnF ; trois lettres écrites de Constantinople le 15 avril 1678 et les 10 février et 20 novembre 1679 ; texte manuscrit ayant largement inspiré un ouvrage imprimé anonyme : Histoire des dernières révolutions du Royaume de Tunis et des mouvements du Royaume d'Alger, Paris, Jacques Le Febvre, 1689)
- Relation nouvelle et exacte de l'Italie en général, contenant son état ancien et moderne, au Roy (à la BnF).
- Nouvelle description de l'Italie ancienne et moderne (à la BnF).
- Description géographique et historique des roïaumes de Naples et de Sicile et de l'isle de Sardaigne contenant leur état ancien et moderne et l'importance de leur recouvrement pour la gloire du Roy et le bien de la France, avec les cartes géographiques générales et particulières et les veües des villes les plus considérables de ces deux roïaumes (à la Bibliothèque de l'Arsenal).
- État général de la Monarchie d'Espagne dans les quatre parties du monde (à la Bibliothèque du Musée Condé).
- Journal du sieur de La Croix, secrétaire de l'ambassade de France à la Porte othomane (couvrant la période du 18 décembre 1674 au 2 avril 1678, mais où il est fait état de la mort du marquis de Nointel le 31 mars 1685 ; en 3 volumes, existant en deux exemplaires à la BnF et un autre à la bibliothèque municipale d'Auch).
- Le serrail des Empereurs turcs ou othomans (manuscrit préparé pour l'impression, avec un grand nombre de gravures ; à la BnF).
- Estat de la Marine othomane divisé en trois traités : 1) des galères en général et en particulier ; 2) du capitan pacha, grand amiral ; 3) des divers voyages, combats et rencontres des galères depuis l'an 1659 (un exemplaire dédié au roi à la Bibliothèque mazarine, et deux, dont un incomplet, à la Bibliothèque de l'Arsenal).
- Estat de la Marine de l'Empire othoman et le journal de l'armée navale (à la BnF).
- Jérusalem ancienne et moderne, contenant l'estat ancien et moderne de la Terre sainte (deux exemplaires à la BnF).
- Relation nouvelle et exacte de la Terre sainte contenant son estat ancien et moderne (un exemplaire à la BnF et un autre la Bibliothèque d'État de Munich).
- Histoire des Antiquités d'Égypte (datée de 1700, à la BnF).
- Égypte ancienne et moderne (ouvrage en trois livres, à la BnF).
- Description de la Haute-Éthiopie ou Abyssinie, vulgairement [pays du] Prète Jean (à la BnF).

### Édition récente
- Corinne Thépaut-Cabasset (éd.), Le sérail des empereurs turcs : relation manuscrite du sieur de La Croix à la fin du règne du sultan Mehmed IV, Paris, Éditions du Comité des travaux historiques et scientifiques (CTHS), 2007.